# Дерек Раян
Дерек Раян (англ. Derek Ryan; нар. 29 грудня 1986, Спокен) — американський хокеїст, центральний нападник клубу НХЛ «Едмонтон Ойлерз». Гравець збірної команди США.

## Ігрова кар'єра
Хокейну кар'єру розпочав 2003 року виступами за команду «Спокен Чифс» в ЗХЛ.
З 2007 по 2011 виступав за команду Альбертського університету в канадський університетський хокейній лізі.
У 2011 виступає за угорський клуб «Фегервар АВ19». 7 липня 2012 укладає дворічний контракт з «Філлахом».
10 квітня 2014 підписує однорічний контракт з шведським клубом «Еребру».
Влітку 2015 Дерек повертається до США, де укладає однорічний контракт з командою НХЛ «Кароліна Гаррікейнс». Перший сезон відіграв у фарм-клубі «Шарлотт Чекерс». У складі «ураганів» дебютував у лютому 2016, а 1 березня в матчі проти «Нью-Джерсі Девілс» закидає першу шайбу в ворота, що захищав Корі Шнайдер.
1 липня 2018 уклав трирічний контракт з клубом «Калгарі Флеймс».
28 липня 2021 року на правах вільного агента Дерек перейшов да канадського клубу «Едмонтон Ойлерз». 26 лютого 2022, Раян вперше в кар'єрі відзначився  хет-триком в переможній грі 4–3 проти «Флорида Пантерс». У липні 2023 року сторони продовжили умови контракту ще на два роки.

## На рівні збірних
У складі національної збірної США став бронзовим призером чемпіонату світу 2018.

## Особисте життя
Дерек одружений. У нього та його дружини Бонні у 2013 році народився син, а у 2016 – донька.
Раян та його дружина є послідовниками Церква Ісуса Христа Святих останніх днів.

## Статистика

### Клубні виступи
| Сезон        | Клуб                     | Ліга         | Регулярний сезон | Регулярний сезон | Регулярний сезон | Регулярний сезон | Регулярний сезон | Плей-оф | Плей-оф | Плей-оф | Плей-оф | Плей-оф |
| Сезон        | Клуб                     | Ліга         | І                | Г                | П                | О                | ШХ               | І       | Г       | П       | О       | ШХ      |
| ------------ | ------------------------ | ------------ | ---------------- | ---------------- | ---------------- | ---------------- | ---------------- | ------- | ------- | ------- | ------- | ------- |
| 2003–04      | «Спокен Чифс»            | ЗХЛ          | 1                | 1                | 0                | 1                | 0                | 4       | 1       | 0       | 1       | 0       |
| 2004–05      | «Спокен Чифс»            | ЗХЛ          | 71               | 14               | 32               | 46               | 39               | —       | —       | —       | —       | —       |
| 2005–06      | «Спокен Чифс»            | ЗХЛ          | 72               | 24               | 37               | 61               | 50               | —       | —       | —       | —       | —       |
| 2006–07      | «Спокен Чифс»            | ЗХЛ          | 72               | 28               | 31               | 59               | 50               | 6       | 3       | 2       | 5       | 2       |
| 2006–07      | «Каламазу Вінгз»         | ЮХЛ          | 3                | 0                | 2                | 2                | 0                | 13      | 1       | 4       | 5       | 8       |
| 2007–08      | Альбертський університет | КІС          | 28               | 11               | 14               | 25               | 20               | —       | —       | —       | —       | —       |
| 2008–09      | Альбертський університет | КІС          | 25               | 16               | 19               | 35               | 16               | —       | —       | —       | —       | —       |
| 2009–10      | Альбертський університет | КІС          | 28               | 14               | 25               | 39               | 30               | —       | —       | —       | —       | —       |
| 2010–11      | Альбертський університет | КІС          | 28               | 17               | 30               | 47               | 18               | —       | —       | —       | —       | —       |
| 2011–12      | «Альба Волан»            | Австрія      | 50               | 25               | 24               | 49               | 20               | 6       | 1       | 3       | 4       | 6       |
| 2012–13      | «Філлах»                 | Австрія      | 54               | 27               | 39               | 66               | 22               | 7       | 3       | 8       | 11      | 6       |
| 2013–14      | «Філлах»                 | Австрія      | 54               | 38               | 46               | 84               | 50               | 9       | 2       | 14      | 16      | 6       |
| 2014–15      | «Еребру»                 | ШХЛ          | 55               | 15               | 45               | 60               | 18               | 6       | 0       | 1       | 1       | 2       |
| 2015–16      | «Шарлотт Чекерс»         | АХЛ          | 70               | 23               | 32               | 55               | 24               | —       | —       | —       | —       | —       |
| 2015–16      | «Кароліна Гаррікейнс»    | НХЛ          | 6                | 2                | 0                | 2                | 2                | —       | —       | —       | —       | —       |
| 2016–17      | «Шарлотт Чекерс»         | АХЛ          | 9                | 5                | 8                | 13               | 0                | —       | —       | —       | —       | —       |
| 2016–17      | «Кароліна Гаррікейнс»    | НХЛ          | 67               | 11               | 18               | 29               | 22               | —       | —       | —       | —       | —       |
| 2017–18      | «Кароліна Гаррікейнс»    | НХЛ          | 80               | 15               | 23               | 38               | 28               | —       | —       | —       | —       | —       |
| 2018–19      | «Калгарі Флеймс»         | НХЛ          | 81               | 13               | 25               | 38               | 24               | 5       | 1       | 0       | 1       | 2       |
| 2019–20      | «Калгарі Флеймс»         | НХЛ          | 68               | 10               | 19               | 29               | 10               | 10      | 0       | 2       | 2       | 0       |
| 2020–21      | «Калгарі Флеймс»         | НХЛ          | 43               | 2                | 11               | 13               | 16               | —       | —       | —       | —       | —       |
| 2021–22      | «Едмонтон Ойлерз»        | НХЛ          | 75               | 10               | 12               | 22               | 8                | 15      | 1       | 2       | 3       | 4       |
| 2022–23      | «Едмонтон Ойлерз»        | НХЛ          | 80               | 13               | 7                | 20               | 28               | 11      | 1       | 2       | 3       | 0       |
| 2023–24      | «Едмонтон Ойлерз»        | НХЛ          | 70               | 5                | 7                | 12               | 8                | 19      | 0       | 1       | 1       | 8       |
| Усього в ШХЛ | Усього в ШХЛ             | Усього в ШХЛ | 55               | 15               | 45               | 60               | 18               | 6       | 0       | 1       | 1       | 2       |
| Усього в НХЛ | Усього в НХЛ             | Усього в НХЛ | 570              | 81               | 122              | 203              | 146              | 60      | 3       | 7       | 10      | 14      |

### Збірна
| Рік                | Команда            | Турнір             | Місце              | І  | Г | П | О  | ШХ |
| ------------------ | ------------------ | ------------------ | ------------------ | -- | - | - | -- | -- |
| 2018               | США                | ЧС                 | 3                  | 9  | 4 | 3 | 7  | 0  |
| 2019               | США                | ЧС                 | 7-е                | 7  | 1 | 3 | 4  | 2  |
| Національна збірна | Національна збірна | Національна збірна | Національна збірна | 16 | 5 | 6 | 11 | 2  |